# Reniochalina novaezealandiae
Reniochalina novaezealandiae är en svampdjursart som först beskrevs av Brøndsted 1924.  Reniochalina novaezealandiae ingår i släktet Reniochalina och familjen Axinellidae. Inga underarter finns listade i Catalogue of Life.